# Shtjefën Kurti
Shtjefën Jak Kurti (ur. 24 grudnia 1898 w Prizrenie, zm. 29 września 1971 w Fushë-Krujë) – albański ksiądz katolicki, więzień sumienia, błogosławiony Kościoła katolickiego.

## Życiorys
Pochodził z zamożnej rodziny kupieckiej. Urodził się w Prizrenie (w tym czasie należącym do Imperium Osmańskiego), skąd jego rodzina w 1900 przeniosła się do Ferizaju. Ukończył gimnazjum prowadzone przez jezuitów w Szkodrze, a następnie wyjechał na studia do Austrii. W 1918 został zapisany jako student Wydziału Teologicznego Uniwersytetu w Innsbrucku, ale jeszcze w tym roku wyjechał do Rzymu, gdzie kontynuował studia. 13 maja 1921 został w Rzymie wyświęcony na księdza. Pracę duszpasterską rozpoczął w parafii Novoselle w okolicach Gjakove. W 1929 należał do sygnatariuszy memorandum, skierowanego do Ligi Narodów w obronie ludności albańskiej prześladowanej na terytorium Kosowa. Zastraszony przez miejscowych nacjonalistów serbskich, 6 stycznia 1930 przekroczył nielegalnie granicę jugosłowiańską i dotarł do Albanii. Pracował tam początkowo jako wikary w parafii Shenaprende k. Kruji, a następnie w Gures. W 1936 został przeniesiony do Tirany, gdzie od 1938 kierował miejscową parafią katolicką. W tym samym roku został kapelanem królowej Geraldine, którą to funkcję sprawował do agresji włoskiej w kwietniu 1939, kiedy rodzina królewska opuściła Albanię.
W czasie wojny zaangażował się w działalność społeczną, organizował pomoc dla mieszkańców Tirany, którzy utracili swoje domy w wyniku działań wojennych. W sprawach pomocy humanitarnej dla ludności prowadził wielokrotnie rozmowy z władzami okupacyjnymi, zarówno włoskimi, jak i niemieckimi.
Po raz pierwszy aresztowany przez władze komunistyczne 28 października 1946. Stanął przed sądem wojskowym, który 17 kwietnia 1947 skazał go na 20 lat więzienia za rzekomą działalność w terrorystycznej organizacji faszystowskiej, kierowanej przez Samiego Qeribashi i za wrogą agitację. Karę odbywał w więzieniu w Tiranie, a następnie w Burrelu. Wyszedł na wolność 5 maja 1963, w wyniku amnestii, po odsiedzeniu 17 lat w więzieniu. Chciał pracować jako proboszcz w parafii Jube k. Durrës, ale nie uzyskał zgody władz i powrócił do parafii w Gures, gdzie wcześniej pracował.
W 1967, po ogłoszeniu Albanii państwem ateistycznym podjął pracę robotnika w kołchozie w Milot, otrzymał także zakaz prowadzenia jakiejkolwiek działalności religijnej. W 1970 w tajemnicy ochrzcił dziecko kobiety, która prosiła aby uczynił to dla jej syna. Wskutek donosu został ponownie aresztowany 11 czerwca 1970. Stanął przed sądem, który uznał go za winnego przynależności do organizacji antypaństwowej i sabotaż. W czasie procesu Kurti deklarował Jestem księdzem, moim obowiązkiem jest więc udzielać chrztu na życzenie wszystkich osób, które tego zapragną. Rozstrzelany 29 września 1971. Rodzina Kurtiego nie została o tym poinformowana, aż do 1973. W 1973 włoska telewizja RAI podała informację o straceniu Kurtiego, w ramach represji wobec osób prowadzących nadal działalność duszpasterską. Ciała Kurtiego nie odnaleziono – prawdopodobnie pochowano go na cmentarzu w Szkodrze, w jednej ze zbiorowych mogił ofiar represji.
Imię Kurtiego nosi gimnazjum w Gorre k. Kurbin. 2 listopada 2002 w Rzymie rozpoczęto proces beatyfikacyjny Kurtiego. Kurti znalazł się w gronie 38 Albańczyków, którzy 5 listopada 2016 w Szkodrze zostali ogłoszeni błogosławionymi. Beatyfikacja duchownych, którzy zginęli "in odium fidei" została zaaprobowana przez papieża Franciszka 26 kwietnia 2016.